# 耶稣的神迹
耶稣的神迹在《新约圣经》的《四福音书》中有许多记载，耶稣所行的神蹟可以分为医病、驱魔、支配自然界、三次从死亡复活的实例，以及其他种类。对于许多基督徒而言，这些神蹟是历史上确实发生过的事件，不过自由派基督徒可能认为这些仅仅是用作比喻的故事。圣经批判学者通常承认，考虑到这是一个神学或哲学问题，经验主义方法无法确定是否是历史上一个真正的神蹟。伊斯兰教学者也相信大部分医病和使人复活的神蹟。

## 神蹟的类型

### 医病
新约中记载的最多的一类神蹟是医治疾病和残疾。四福音中的每段情节的记载非常不同，有时耶稣的医治只用了几句话，有时用按手（laying on of hands）, 有时也使用一些材料（例如唾液或泥浆）来完成仪式。通常，这些神蹟都记载在对观福音中，而未见于约翰福音。
- 发热：对观福音书记述耶稣在呼召使徒彼得前后（马可福音记载在呼召彼得之后，而路加福音记载在此之前），来到彼得在迦百农的家，治愈他的岳母。

- 麻风：对观福音书记述在耶稣早期的职事中，治愈了一个麻风病人。

- 长期血漏：对观福音书记述耶稣前往睚鲁的家医治他将要去世的女儿时（见下文“征服死亡”），有一个妇女俯伏在耶稣脚前，她已经患了12年的血漏症，这时她触摸耶稣的衣服繸子（马太福音 9章20节，14章36节），她的疾病就立即治愈了。耶稣转身过来，于是那位妇女俯伏在耶稣脚前，说“女儿，你的信心拯救了你，平平安安地走吧”。血漏有时解释为月经过多，但是大多数学者认为血漏持续时间长达12年，似乎更有可能是指血友病。

- “枯干的手”：对观福音书记述耶稣在安息日进入一个犹太会堂，在那裡发现有一个人手枯干了。

- 耳聋：马可福音记载耶稣来到低加波利，遇到一个耳聋舌结的人，治愈了他。特别的是，耶稣首先用指头探入他的耳朵，又用唾沫抹他的舌头。

- 失明：对观福音书记载耶稣遇到一个乞丐（马可福音记载他的名字是巴底買）。

- 瘫痪：对观福音书记载人们用卧榻抬着一个瘫子来到耶稣那裡，耶稣告诉他，他的罪得到了赦免，并且告诉他，“起来，拿你的卧榻回家去吧”，那瘫子就起来，拿着他的卧榻走回去了。根据对观福音书记载，耶稣赦免瘫子的罪这件事，激怒了法利赛人，而根据约翰福音记载，这件事激怒了全体群众。耶稣愤怒地答复他们：“说你的罪赦了，或说，你起来行走，哪一样更容易？”对观福音书记载，这件事发生在迦百农。

### 征服死亡
《四福音书》中记载了3个耶稣使死人复活的事例：
- 睚鲁的女儿：一个犹太会堂的主要赞助人睚鲁，请求耶稣医治他垂死的女儿，但是当耶稣还在途中时，有人告诉睚鲁，他的女儿已经去世，耶稣却说她只是睡了，向她说了一句亚兰文“大利大古米”（意为“闺女，我吩咐你起来”），就“叫醒”了她。
- 寡妇的独生子：拿因一位年轻人去世，他是一位寡妇的独生子，他的棺材正运到拿因城外埋葬。耶稣对这位伤心欲绝的母亲产生了怜悯，告诉她不要哭，耶稣上前按住棺材的杠，吩咐棺材裡面的人起来，于是死人就坐起来，并且说话。
- 拉撒路：耶稣的好朋友拉撒路已经死去4天，当耶稣命令他起来时，他就复活了。
- 耶稣本人从死亡中复活。

在所有对观福音中（除去约翰福音），都记载了睚鲁女儿复活的事例；只有路加福音记载了寡妇之子复活的事例；而只有约翰福音记载了拉撒路复活的事例。有些圣经学者和解经家认为拉撒路的事例和拿因寡妇独生子的事例其实是同一个事例，来源于马可福音中年轻人复活的事例。

### 超自然的知识
耶稣用超自然手段了解事物的能力也可以归类为神蹟。这可以用来解释为何耶稣对拿但业说，“腓力还没有招呼你，你在无花果树底下，我就看见你了”。拿但业回答说，“拉比，你是神的儿子，你是以色列的王”。

## 基督徒的解释
许多基督徒认为，这些神蹟是历史上确实发生过的事件，不过自由派基督徒认为这些可能仅仅是用作比喻的故事。
许多基督徒承认驱魔真正地驱逐了真正的魔鬼：天主教會还有一套详细的驱魔步骤，多数地方的教堂附近都有驱魔“专家”；英国圣公会每个教区都有人负责驱魔；天主教會、東正教會和圣公会认为最后晚餐中圣餐变体是一个神奇事件，要求按照字面理解耶稣所说的话。大部分新教徒不同意上述仪式的意义。
尽管如此，大多数基督徒相信耶稣复活是事实，并且将拥有对耶稣复活的信仰作为成为一名基督徒的标志。

### 引用
1. ↑  《约翰福音》第1章第48-49节